# بيركهولدرية ميغابوليسية
بيركهولدرية ميغابوليسية (الاسم العلمي: Burkholderia megapolitana) هي نوع من البكتيريا، سلبية الغرام، تتبع جنس البيركهولدرية.